# يو إف سي ليلة القتال: شوغون ضد سونين
يو إف سي ليلة القتال: شوغون ضد سونين (بالإنجليزية: UFC Fight Night: Shogun vs. Sonnen)‏ كان حدث لفنون القتال المختلطة نظمته يو إف سي، أُقيم في في 17 أغسطس 2013، في تي دي غاردن في بوسطن.